# Alakanuk
Alakanuk (Alarneq in Yup'ik) è un comune dell'Alaska, situato nella Census Area di Wade Hampton, nella parte occidentale dello Stato degli Stati Uniti. Secondo una stima del 2000, la popolazione della città era di 652 abitanti.
Secondo lo United States Census Bureau occupa un'area di 106,20 km², dei quali 83,80 km² sono coperti da terra e 22,40 km² da acqua.

## Posizione e clima
Alakanuk si trova all'ingresso del Alakanuk Pass, il canale principale del fiume Yukon, 24 chilometri dal Mare di Bering. Fa parte della Yukon Delta National Wildlife Refuge. Si trova a 13 chilometri a sud ovest di Emmonak, circa 261 chilometri a nord ovest di Bethel. Circa 25 case lungo la riva sono minacciate dall'erosione.
Il clima di Alakanuk è subartico, con una media di 1.500 millimetri di nevicate e 480 millimetri di precipitazione annua complessiva. Le temperature vanno da -32 a 26 °C. Venti pesanti sono frequenti durante l'autunno e l'inverno. Il fiume Yukon è utilizzato come una strada di ghiaccio durante il congelamento, da novembre a maggio.

## Storia e cultura
Alakanuk è una parola Yup'ik che significa "strada sbagliata", giustamente applicata a un villaggio che si trova su questo labirinto di corsi d'acqua. Esso era originariamente abitato da uno sciamano Yup'ik di nome Anguksar e dalla sua famiglia. È stata costruita nei pressi del villaggio una scuola della missione cattolica. Nel 1948, la scuola è stata trasferita a St. Mary's, e molte famiglie si sono spostate dalla vecchia sede della scuola ad Alakanuk. È stato accolto come città nel 1969.

## Società

### Evoluzione demografica
Secondo una stima del 2000, c'erano 652 persone, 139 abitazioni e 118 famiglie che risiedevano nella città. La densità di popolazione era di 7.8 persone per chilometro quadrato. La città era formata dal 1.99% bianchi, 95.40% nativi americani, 0.15% asiatici.
Il reddito mediano per una abitazione nella città era di $26.346 mentre il reddito mediano per una famiglia era di $26.500. Il reddito pro capite era di $6.884. Circa il 32.5% delle famiglie e il 33.8% della popolazione erano sotto la linea di povertà.

## Servizi, scuole e sanità
Il Comune gestisce l'acqua, il sistema fognario e il punto centrale dell'irrigazione. Sono collegate circa il 90% delle case. C'è una laguna a disposizione per le acque reflue per le persone. L'acqua deriva dall'Alakanuk Slough, viene trattata, immagazzinata in un serbatoio e convogliata alla maggior parte della comunità. Nel 1998, 83 case, la scuola e le abitazioni degli insegnanti sono stati collegati ad un nuovo sistema di filodiffusione. I nuovi servizi includono un impianto di trattamento delle acque, un serbatoio di accumulo dell'acqua, un impianto di depurazione, una laguna per le acque reflue, una tubazione artica e un impianto idraulico domestico. Una nuova suddivisione è attualmente in corso. Dieci case sono state spostate dalla zona di erosione sulla sponda del fiume e sono pronte. La città sta progettando di spostare ulteriori 10 case. La discarica viene segnalata come inattiva. L'elettricità viene fornita dalla AVEC. Nella comunità si trova una scuola, cui hanno frequentato 211 studenti. Gli ospedali includono il Alakanuk Health Clinic e il Pearl E. Johnson Sub-Regional Clinic ad Emmonak.

## Economia e trasporti
Alakanuk sperimenta un'economia stagionale. 76 residenti sono in possesso dei permessi per la pesca commerciale. Molti hanno il permesso per usare le reti ed i pescatori vendono il loro salmone agli acquirenti di pesce di Seattle. Le imprese al dettaglio forniscono un'occupazione limitata per tutto l'anno. Molti residenti viaggiano a Emmonak per fare shopping e partecipare agli eventi sociali e tornei di basket.
L'Alakanuk Airport è di proprietà dello Stato. È in corso un progetto di delocalizzazione dell'aeroporto, a causa dell'erosione. I servizi di volo sono offerti da Grant Aviation, Hageland Aviation e Tanana Air Service. Alakanuk è facilmente raggiungibile dal fiume Yukon e dal Mare di Bering da chiatte e battelli. Non ci sono strade che collegano Alakanuk con altri centri urbani della regione, ma in inverno vengono usate le strade di ghiaccio. Macchine da neve e barche vengono usati per il trasporto locale.